# Alfred Gause
Alfred Gause (Königsberg, 14 febbraio 1896 – Bonn, 30 settembre 1967) è stato un generale tedesco pluridecorato della Wehrmacht durante la seconda guerra mondiale.
Venne insignito della Croce di cavaliere della croce di ferro. Alfred Gause venne catturato dai sovietici nella sacca di Curlandia nel 1945 e fu tenuto prigioniero fino al 1955.